# قیمت‌گذاری برق
قیمت‌گذاری برق (انگلیسی: Electricity pricing) تعرفه برق یا قیمت برق، قیمتی است که می‌تواند بر اساس کشور یا منطقه در یک کشور بسیار متفاوت باشد. قیمت برق به عوامل زیادی مانند قیمت تولید برق، مالیات یا یارانه‌های دولتی، مالیات کربن، الگوهای آب و هوایی محلی، زیرساخت‌های انتقال و توزیع برق و مقررات چند لایه‌ای صنعت بستگی دارد. قیمت‌گذاری یا تعرفه‌ها همچنین می‌توانند بسته به مشتری، معمولاً بر اساس اتصالات مسکونی، تجاری و صنعتی، متفاوت باشند.
طبق گفته اداره اطلاعات انرژی ایالات متحده، «قیمت برق عموماً منعکس کننده هزینه ساخت، تأمین مالی، نگهداری و بهره‌برداری از نیروگاه‌ها و شبکه برق است.» پیش‌بینی قیمت‌گذاری روشی است که یک تولیدکننده، یک شرکت برق یا یک مصرف‌کننده بزرگ صنعتی می‌تواند قیمت عمده‌فروشی برق را با دقت معقول پیش‌بینی کند. به دلیل پیچیدگی‌های تولید برق، هزینه تأمین برق دقیقه به دقیقه تغییر می‌کند.
برخی از شرکت‌های برق، نهادهای انتفاعی هستند و قیمت‌های آنها شامل بازده مالی برای مالکان و سرمایه‌گذاران می‌شود. این شرکت‌های برق می‌توانند قدرت سیاسی خود را در چارچوب رژیم‌های قانونی و نظارتی موجود اعمال کنند تا بازده مالی را تضمین کرده و رقابت با سایر منابع مانند تولید پراکنده را کاهش دهند.